# هيلينا كاريون
هيلينا كاريون (بالإسبانية: Helena Carrión)‏ هي ممثلة إسبانية، (و. القرن 20  م).

## وصلات خارجية
- هيلينا كاريون على موقع IMDb (الإنجليزية)
- هيلينا كاريون على موقع قاعدة بيانات الفيلم (الإنجليزية)